# La Meyze
La Meyze település Franciaországban, Haute-Vienne megyében. Lakosainak száma 842 fő (2022. január 1.). La Meyze Nexon, Janailhac, Ladignac-le-Long, La Roche-l’Abeille, Saint-Hilaire-les-Places és Saint-Yrieix-la-Perche községekkel határos.

## Népesség
A település népességének változása:
| Lakosok száma | 832  | 816  | 828  | 838  | 847  | 843  | 842  | 842  |
|               | 2013 | 2015 | 2017 | 2018 | 2019 | 2020 | 2021 | 2022 |